# Paul Rassam
Pour les articles homonymes, voir Rassam.
Paul Rassam est un distributeur et producteur de cinéma français d'origine syrienne, né le 13 octobre 1938 à Beyrouth, au Liban.
Longtemps installé aux États-Unis, le « frenchie, respecté du Tout-Hollywood », est considéré comme le producteur indépendant « le plus puissant et le plus talentueux » du cinéma français.

## Biographie
Fils de diplomate, issu d'une famille chrétienne de la bourgeoisie syrienne, Paul Rassam est né au Liban et arrive en France à l'âge de 11 ans.
En 1975, il entre chez Renn Production et AMLF aux côtés de Claude Berri, où il a la responsabilité des films américains,.
En 1977, Paul Rassam investit dans Apocalypse Now de Francis Ford Coppola, alors en grande difficulté, pour obtenir les droits de distribution du film pour la France et une grande partie de l'Europe.
En 1987 avec Jérôme Seydoux, il fonde sa propre société de production et de distribution, Pricel.
Paul Rassam produit des films à haut risque, que les studios refusent. Il privilégie la personnalité du réalisateur à la lecture du scénario, et laisse une totale liberté artistique au réalisateur.

## Vie privée et famille
Paul Rassam est le frère du producteur Jean-Pierre Rassam — qui a été le compagnon de Carole Bouquet — et d'Anne-Marie Rassam, qui a épousé le cinéaste et producteur Claude Berri. Il est ainsi l'oncle de Dimitri Rassam (le fils de son frère Jean-Pierre et de Carole Bouquet) et de Thomas Langmann et Julien Rassam (les fils de Claude Berri et d'Anne-Marie).
À la mort de son frère Jean-Pierre, Paul rentre en France s'occuper des siens. Il est le patriarche qui veille sur sa lignée, faisant un peu office de père de substitution pour son neveu Dimitri. Et il vient au secours de ses neveux lorsque ceux-ci ont besoin d'argent. Il prête notamment à Thomas Langmann la somme nécessaire pour terminer The Artist.

## Décorations
- Officier de l'ordre des Arts et des Lettres (2023)[9]

## Filmographie

### Producteur
En tant que producteur, coproducteur, producteur délégué ou producteur exécutif :
- 1989 : Valmont de Miloš Forman
- 1991 : Kafka de Steven Soderbergh
- 1992 : La Cité de la joie de Roland Joffé
- 1996 : Lucie Aubrac de Claude Berri et Frédéric Auburtin
- 1998 : L'Empereur et l'Assassin de Chen Kaige
- 2000 : Way Past Cool d'Adam Davidson
- 2004 : Alexandre d'Oliver Stone
- 2004 : Deux Frères de Jean-Jacques Annaud
- 2005 : Pollux : Le Manège enchanté de Jean Duval, Franck Passingham et Dave Borthwick
- 2006 : Marie-Antoinette de Sofia Coppola
- 2007 : L'Homme sans âge de Francis Ford Coppola
- 2007 : 13 French Street de Jean-Pierre Mocky
- 2010 : Somewhere de Sofia Coppola
- 2013 : The Bling Ring de Sofia Coppola
- 2015 : Le Petit Prince de Mark Osborne

### Distributeur
- 1975 : Vol au-dessus d'un nid de coucou de Miloš Forman
- 1979 : Apocalypse Now de Francis Ford Coppola
- 1984 : Amadeus de Miloš Forman
- 1986 : Blue Velvet de David Lynch
- 1989 : Sexe, Mensonges et Vidéo de Steven Soderbergh
- 1990 : Danse avec les loups de Kevin Costner
- 1992 : Malcom X de Spike Lee
- 2007 : Into the Wild de Sean Penn

### Acteur
- 1993 : La Classe américaine de Michel Hazanavicius et Dominique Mézerette - Lui-même
- 2016 : Milos Forman – What Doesn’t Kill You… de Miloslav Šmídmajer - Lui-même